# Абдиров, Чаржау Абдирович
Абди́ров Шаржа́у (Шаржоу, Шарджоу) Абди́рович (каракалп. Әбдиров Шаржау Әбдир улы; 20 декабря 1933, Каракалпакская Автономная Советская Социалистическая Республика — 3 июля 1997) — советский каракалпакский учёный-микробиолог, специалист по борьбе с лепрой и в области решения медицинских проблем, вызванных Аральским кризисом. Шаржау Абдиров — первый ректор Каракалпакского государственного университета, академик и вице-президент Академии наук Узбекистана.

## Биография
Абдиров Чаржау Абдирович родился в посёлке Караузяк, Каракалпакстан, в семье служащего. В 1955 году окончил санитарно-гигиенический факультет Ташкентского государственного медицинского института. В 1961 году защитил по кандидатскую по микробиологии, а в 1972 году — докторскую диссертации.
С 1961 года работал на различных должностях в научных учреждениях. В 1969—1976 годах являлся министром здравоохранения Каракалпакстана.
С 1976 года Абдиров в течение девяти лет являлся ректором Нукусского государственного университета.
В 1985—1996 годах занимал должности в Институте естественных наук Академии наук Узбекистана, Научно-исследовательском институте лепры, работал директором Каракалпакского отделения экспериментального и клинического медицинского института этой Академии.
В 1995 году избран председателем Комитета Олий Мажлиса Узбекистана по вопросам охраны окружающей среды и природы. С 1996 являлся вице-президентом Академии наук Узбекистана, председателем президиума Каракалпакского отделения этой академии.
Умер 3 июля 1997 года на 64-м году жизни.

## Деятельность
Чаржау Абдиров проводил исследования в области микробиологии, иммунологии и генетики. Изучал роль непатогенных микробов в санитарно-биологическом состоянии водоемов, взаимоотношение организма человека с патогенными микробактериями на генетическом уровне.
Способствовал организации в 1987 году Каракалпакского научно-исследовательского института клинической и экспериментальной медицины Министерства здравоохранения Узбекистана, который в настоящее время является крупнейшим координирующим региональным центром по экологическим и медико-биологическим проблемам Приаралья.
По специальности «Микробиология» подготовил более 30 дипломантов. Под его руководством защитили кандидатские диссертации 7 человек, был научным консультантом 4 докторских диссертаций.
Им опубликовано более 130 научных работ, в том числе 14 монографий, 6 методических рекомендаций
Последние 5 лет он возглавлял Государственный комитет по экологии Олий Мажлиса, был председателем Каракалпакского отделения АН Республики Узбекистан.
В качестве депутата Верховного Совета Республики Каракалпакстан 8, 9, 10 и 12 созывов, Абдиров возглавлял Комитет по вопросам окружающей среды и охраны природы и участвовал в разработке законодательных актов по вопросам экологии и решения социально-экологических проблем населения Аральского региона.
Лауреат государственных премий Республики Узбекистан и Республики Каракалпакстан.
Его именем в Нукусе названа улица, начинающаяся от здания Каракалпакского госуниверситета, а также благотворительный научно-культурный фонд «Меруерт».

## Основные даты
- 1949—1955 — студент Ташкентского медицинского института
- 1955—1958 — аспирант кафедры микробиологии Ташкентского медицинского института
- 1961 — защитил кандидатскую диссертацию на тему «Характеристика сопрофитных нейсерий человека»
- 1961—1964 — заведующий лабораторией микробиологии Каракалпакского филиала Академии Наук УзССР
- 1964—1969 — директор Каракалпакского филиала Узбекского научно-исследовательского кожно-венерологического института.
- 1966 — участник Международного конгресса по Микробиологии (г. Москва)
- 1969—1976 — Министр Здравоохранения Республики Каракалпакстан
- 1976—1985 — Первый ректор Нукусского Государственного Университета (ныне Каракалпакский Государственный Университет)
- 1971 — участник Международной конференции по туберкулезу (г. Москва)
- 1972 — защитил диссертацию на соискание доктора медицинских наук

## Научные труды
1959 год
Характеристика сапрофитных нейсерий человека. — Нукус, Каракалпакгосиздат., 1959. — 23.
Neisseria mucosus и процессы слизеобразования в группе нейсерий // Изв. АН УзССР. Сер. мед. — 1959. № 2. с. 50-56
Пигментообразование у нейсерий // Медиц.журн. Узбекистана. — 1959. № 5. с. 44-48
Серологическая характеристика сапрофитных нейсерий // Мед.журн. Узбекистана. — 1959. № 7. с. 44-49
1960 год
Характеристика сапрофитных нейсерий человека. Автореферат кандидатской диссертации. — Ташкент, 1960. 17 с.
1961 год
Дифференциация сапрофитных нейсерий // сб. научных трудов Ташкентского мед.ин-та. — Ташкент, 1961. Т.1. с. 253—258
1962 год
Микрофлора внутричерепных абсцессов // Мед.журн. Узбекистана. — 1962. № 8 с. 57-62. Совместно с К. Д. Миразизовым, В. И. Рахимовой, П. Ф. Самсоновым, Ш. Н. Халтаевым.
Некоторые особенности эпидемиологии острых желудочно-кишечных инфекций в Каракалпакской АССР (1950—1961 гг.) // Вестник Каракалпакского филиала АН УзССР. — 1962. № 4. с. 33-38. Совместно с З. В. Скребеньковой
1963 год
К вопросу организации борьбы с лепрой в Каракалпакской АССР // Межреспубликанской конференции по вопросам профилактики, лечения, диспансерного обслуживания больных лепрой. Тезис докл. — Астрахань, 1963. с. 3-5. Совместно с Н. Д. Каданцевым.
1965 год
Макау кеселин емлеуге болады. — Нукус: Каракалпакстан, 1965. с. 25
Микробиологическая и гидрохимическая характеристика некоторых водоисточников правобережья дельты Амударьи (Сообщение № 1) // Вестник Каракалпакского филиала АН УзССР — 1965. № 4. с. 33-41. Совместно с Л. Г. Константиновой, Н. С. Сагидуллаевым
1966 год
Микробиологическая и гидрохимическая характеристика некоторых водоисточников правобережья Низовьев дельты Амударьи (Сообщение № 21) // Вестник Каракалпакского филиала АН УзССР — 1966. с. 40-46. Совместно с Н. С. Сагидуллаевым, Л. Г. Константиновой
Санитарно-бактериологическая характеристика некоторых водоисточников дельты Аму-Дарьи // Вестник Каракалпакского филиала АН УзССР. — 1966. № 3. с. 38-42
Микробиологическая характеристика водоисточников левобережья дельты Амударьи // Вестник Каракалпакского филиала АН УзССР — 1966. № 2. с. 36-40
1967 год
Значение активной модификации реакции связывания комплемента для диагностики лепры // Материалы юбилейной конференции. — Ташкент, 1967. с. 57-58
Состояние и перспективы борьбы с лепрой в Каракалпакской АССР // Тезисы докл. лепрологов и дермато-венерологов ККАССР. — Нукус, 1967. с. 3-4. Совместно с Р. А. Бабаназаровым, Н. Д. Каданцевым.
Состояние и перспективы научных работ по лепре // Там же. — с. 2-3
Амбулаторное лечение больных лепрой в УзССР // Там же. — с. 3-4. Совместно с Н. Н. Ивановой, Г. Н. Чучелиным, В. С. Сайфутдиновой.
К вопросу амбулаторного лечения больных лепрой в Каракалпакской АССР // Там же. — с. 4-5. Совместно с Н. И. Ивановой, В. С. Сайфутдиновой, Г. Н. Чучелиным.
Применение культуры клеток с целью выращивания микробактерий лепры // Там же. — с. 14-15
1968 год
Вопросы культивирования возбудителя лепры человека и крыс. — Нукус: Каракалпакия, 1968. 84 с.
К вопросу изучения эффективности амбулаторного лечения больных лепрой в УзССР // Матер. науч.-практ. конф. лепрологов КК АССР. — Нукус. 1968. с. 20-24. Совместно с Н. Н. Ивановой, Г. Н. Чучелиным, С. С. Сайфутдиновой